# 中村文則
中村 文則（なかむら ふみのり、1977年9月2日 - ）は日本の小説家。

## 来歴
愛知県東海市出身。愛知県立東海南高等学校、福島大学行政社会学部応用社会学科卒業。フリーターを経て、2002年に「銃」で第34回新潮新人賞を受賞しデビュー。2004年、『遮光』で第26回野間文芸新人賞、2005年、『土の中の子供』で第133回芥川龍之介賞、2010年、『掏摸<スリ>』で第4回大江健三郎賞を受賞。同作の英訳 『The Thief』は、ウォール・ストリート・ジャーナル紙で、2012年のベスト10小説に選ばれ、2013年のロサンゼルス・タイムズ・ブック・プライズにもノミネートされた。『悪と仮面のルール』の英訳（EVIL AND THE MASK）はウォール・ストリート・ジャーナル紙の2013年のベストミステリーの10作品に選ばれる。2014年、ノワール小説への貢献で、アメリカでデイビッド・グーディス賞を受賞。2024年、『列』で第77回野間文芸賞を受賞。

## 人物
- ドストエフスキーやカミュ、カフカなどから影響を受けており、普遍的な主題に特徴があり、ミステリーの手法も取り入れている[5]。
- 重厚で陰鬱な作風とは対照的に、本人は明朗な性格である。交流のあるお笑い芸人・作家の又吉直樹がそのギャップについて尋ねてみたところ、「暗いことで人に迷惑をかけるの、やめようと思ったんだよ」と答えたという[6]。
- 漫画家の久世番子とは同郷で、小学校から高校までの同級生だった。2012年の対談では「中村文則」という名前がペンネームであることも語っている[7]。また、ダンスチームはむつんサーブのりきっちょとは大学時代からの友人である[8]。演劇ユニットunks[注釈 1][9][10]、ヴァイオリニスト島田真千子[11]、ロックバンドNON'SHEEP[12]などを自身のウェブサイトで紹介したり、役者の綾野剛との親交も深く[13]、他分野とのつながりも広い。
- 小さい頃はほとんど本を読まず、高校生の時にものすごい孤独に陥って小説と出会った。 また、読書感想文も好きではなく[14]自分で勝手に話を作って「馬と少年を読んで」という題名で提出したことがある[15]。
- 愛知県東海市のふるさと大使である[16]。周囲には中日ドラゴンズのファンが多かったが、中村本人はヒーローものでも悪役を好きになるなど天邪鬼な性格であったことから、戦隊もので「正義の味方」をイメージする広島東洋カープ（赤）や中日（青）を倒す「悪の集団」と重ねて読売ジャイアンツ（巨人）を応援するようになったものの、後に巨人ファンこそが全国的には多数派であると知って愕然としたと語っている[17]。
- 初めて物語を書いたのは小学校一年生の授業で浦島太郎の続編として創作した『浦島次郎』で、浦島太郎の弟が亀に復讐する話だった。 同番組での「子供たちに薦める本は？」という質問に対して、よくある物語をただ読むのではなく、親が「君だったらどう変える？」「どう変えたら君好みになる？」というふうに問いかけるといいと答えた。続けて、強いて言うならと挙げた本は『グリム童話』で、日本の童話は勧善懲悪ものが多いから、海外の子供たちと同じものを読んでみるのも面白いのではないかと語った[15]。

## 受賞歴
- 2002年 - 第34回新潮新人賞（「銃」）
- 2004年 - 第26回野間文芸新人賞（「遮光」）
- 2005年 - 第133回芥川龍之介賞（「土の中の子供」）
- 2010年 - 第4回大江健三郎賞（「掏摸<スリ>」）
- 2014年 - デイビッド・グーディス賞（作家が対象）
- 2016年 - 第26回Bunkamuraドゥマゴ文学賞 選考：亀山郁夫（「私の消滅」）
- 2020年 - 第73回中日文化賞[18]
- 2024年 - 第77回野間文芸賞（「列」）[4]

## 著書
- 『銃』（2003年3月、新潮社/2006年6月、新潮文庫/2012年7月、 河出文庫）
  - 初出：『新潮』2002年11月号
  - 河出文庫版には「火」（『新潮』2007年9月号）を併録
- 『遮光』（2004年6月、新潮社、ISBN 978-4104588022 / 2011年1月、新潮文庫、ISBN 978-4101289533）
  - 初出：『新潮』2003年6月号
- 『土の中の子供』（2005年7月、新潮社、ISBN 978-4104588046 / 2008年1月、新潮文庫、ISBN 978-4101289526）
  - 土の中の子供（初出:『新潮』2005年4月号）
  - 蜘蛛の声（初出:『新潮』2004年1月号）
- 『悪意の手記』（2005年8月、新潮社、ISBN 978-4104588039 / 2013年2月、新潮文庫、ISBN 978-4101289540）
  - 初出：『新潮』2004年5月号
- 『最後の命』（2007年6月、講談社、ISBN 978-4062139595 / 2010年7月、講談社文庫、ISBN 978-4062767026）
  - 初出：『群像』2007年2月号
- 『何もかも憂鬱な夜に』（2009年3月、集英社、ISBN 978-4087712872 / 2012年2月、集英社文庫、ISBN 978-4087467987）
  - 初出：『すばる』2008年11月号
- 『世界の果て』（2009年5月、文藝春秋、ISBN 978-4163279404 / 2013年1月、文春文庫、ISBN 978-4167853013）
  - 月の下の子供（『文學界』2008年10月号）
  - ゴミ屋敷（『文學界』2008年2月号）
  - 戦争日和（『群像』2006年6月号、「白の世界」を改題）
  - 夜のざわめき（『文學界』2007年8月号）
  - 世界の果て（『文學界』2006年1月号）
- 『掏摸〈スリ〉』（2009年10月、河出書房新社、ISBN 978-4309019413 / 2013年4月、河出文庫、ISBN 978-4309412108）
  - 初出：『文藝』2009年夏号
- 『悪と仮面のルール』（2010年6月、講談社、ISBN 978-4062163705 / 2013年10月、講談社文庫、ISBN 978-4062776790）
  - 書き下ろし
- 『王国』（2011年10月、河出書房新社、ISBN 978-4309020693 / 2015年4月、河出文庫、ISBN 978-4309413600）
  - 初出：『文藝』2011年夏号
  - 『掏摸』の姉妹編
- 『迷宮』（2012年6月、新潮社、ISBN 978-4104588053 / 2015年4月、新潮文庫、ISBN 978-4101289557）
  - 初出：『新潮』2012年1月号
- 『惑いの森〜50ストーリーズ』（2012年9月、イースト・プレス、ISBN 978-4781608648 / 2018年1月、文春文庫、ISBN 978-4167909987）
  - アマゾン『MATOGROSSO』連載のショートストーリー28話に加え、22話を書き下ろし
- 『去年の冬、きみと別れ』（2013年9月、幻冬舎、ISBN 978-4344024571 /2016年4月、 幻冬舎文庫、ISBN 978-4344424678）
  - 書き下ろし
- 『A』（2014年4月、河出書房新社、ISBN 978-4309023021 /2017年5月、 河出文庫、ISBN 978-4309415307）
  - 糸杉（『新潮』2013年1月号）
  - 嘔吐（『新潮』2009年10月号）
  - 三つの車両（『早稲田文学3』2010年2月）
  - セールス・マン（『文藝』2011年冬号）
  - 体操座り（『文藝』2013年春号）
  - 妖怪の村（『群像』2009年9月号）
  - 三つのボール（『新潮』2008年8月号）
  - 蛇（『小説現代』2007年3月号）
  - 信者たち（『小説現代』2008年5月号）
  - 晩餐は続く（『小説現代』2009年4月号）
  - A（『文藝』2014年夏季号）
  - B（『新潮』2014年6月号）
  - 二年前のこと（『群像』2011年12月号）
- 『教団X』（2014年12月、集英社、ISBN 978-4087715903 / 2017年6月、集英社文庫、ISBN 978-4-08-745591-5）
  - 第一部『すばる』2012年5月号 - 6月号
  - 第二部『すばる』2013年8月号 - 9月号
- 『あなたが消えた夜に』（2015年5月、毎日新聞出版、ISBN 978-4620108179 / 2018年11月、毎日文庫、ISBN 978-4620210230）
  - 初出：「毎日新聞」 2014年1月4日 - 11月29日
  - 文庫版のみ「あなたが消えた夜に 番外編」（「気分転換な夜に」(JT Webサイト「ちょっと一服ひろば」2016年11月)を改題の上、大幅に修正）を併録
- 『私の消滅』（2016年6月、文芸春秋、ISBN 978-4163904719 / 2019年7月、文春文庫）
  - 初出：『文學界』2016年6月号
- 『R帝国』（2017年8月、中央公論新社、ISBN 978-4120050008 / 2020年5月、中公文庫）
  - 初出：「読売新聞」2016年5月23日 - 2017年2月2日
- 『その先の道に消える』（2018年10月、朝日新聞出版 ISBN 978-4022515735 / 2021年8月、朝日文庫 ）
  - 初出：朝日新聞出版『小説トリッパー』2015年夏号 - 2018年秋号）
- 『自由思考』（2019年7月、河出書房新社）※エッセイ集
- 『逃亡者』（2020年4月、幻冬舎/2022年11月、幻冬舎文庫）
  - 初出：「東京新聞」2018年10月 - 2019年9月
- 『カード師』（2021年5月、朝日新聞出版/2023年9月、朝日文庫）
  - 初出：「朝日新聞」2019年10月1日 - 2020年7月31日、挿画：目黒ケイ
- 『自由対談』　(2022年7月、河出書房新社)　※対談集
- 『列』　(2023年10月、講談社)
  - 初出：『群像』2023年7月号

### アンソロジー
「」内が中村文則の作品
- 『十年後のこと』「洞窟の外」（河出書房新社、2016年11月29日）
- 『1と0と加藤シゲアキ』競作企画「渋谷とビジネスホテル」（角川書店、2022年09月30日  ISBN 978-4-04-112457-4）[19]

### 単行本未収録作品
- 着信（新潮社『週刊新潮』2006年2月 / 新潮文庫『空を飛ぶ恋 ケータイがつなぐ28の物語』2006年6月）
- 糸のからまり（集英社『すばる』2015年1月号 / フリーペーパー『祝! デビュー15周年 中村文則の世界』）
- 神（幻冬舎『小説幻冬』2016年11月号 - 2019年1月号）
- これを消してほしい（朝日新聞出版『小説トリッパー』2025年夏季号）

## メディアミックス

### 舞台
- 掏摸〈スリ〉（2012年3月14日 - 18日、劇団サイバー∴サイコロジック、OFF OFFシアター）
- 世界の果て（2012年8月28日 - 9月2日、unks、ギャラリー LE DECO）

### 映画
- 最後の命（2014年、ティ・ジョイ、主演：柳楽優弥）
- 火 Hee（2016年、KATSU-do、主演：桃井かおり、原作：火『銃』所収）
- 去年の冬、きみと別れ（2018年、ワーナー・ブラザース映画、主演：岩田剛典）
- 悪と仮面のルール（2018年、ファントム・フィルム、主演：玉木宏）
- 銃（2018年、KATSU-do、主演：村上虹郎）[20]
- 銃2020（2020年、KATSU-do、主演：日南響子）

## 出演
- ボクらの時代（フジテレビ、2015年3月8日、西加奈子、又吉直樹と出演）
- ゴロウ・デラックス（TBSテレビ、2016年8月18日）
- タイプライターズ～物書きの世界～（フジテレビ、2016年9月22日、ゲストとして初出演。地上波のレギュラー放送からは羽田圭介とともにレギュラー出演）
- 7.2 新しい別の窓（AbemaTV、2018年9月2日） - 番組内で誕生日を祝われる